# ロスト・メモリーズ
『ロスト・メモリーズ』（原題：2009 Lost Memories）は、韓国で2002年2月に公開されたSFアクション映画。日本では2004年（平成16年）3月に公開された。
主演はチャン・ドンゴンで、仲村トオルも準主演で出演している。日本による朝鮮統治が継続しているパラレルワールドを舞台に、日本が体制悪として描かれている映画だが、仲村が演じるのはステレオタイプな悪役ではなく、家族を守るために親友との戦いに挑むという悲劇的な役柄になっている。
原作は卜鉅一のSF小説「비명을 찾아서」（1987年（昭和62年）、邦訳題「京城・昭和六十二年 碑銘を求めて」）。ただし、日本による植民地統治が継続しているという舞台設定以外は、ほとんど別の物語となっている。

## あらすじ
1909年（明治42年）10月26日、安重根によるハルビン駅での伊藤博文への暗殺計画（伊藤博文暗殺事件）が失敗。初代朝鮮総督に伊藤が就任。その後、朝鮮人による独立運動（三・一運動）やテロ（上海天長節爆弾事件）は完膚なきまでに弾圧される。満州問題で意見の一致を見た日米は同盟を結び、大日本帝国は第二次世界大戦に連合国側で参戦する。原爆はベルリンに投下され、大日本帝国は第二次世界大戦の勝利によって東アジアを統合、1960年（昭和35年）に国連の常任理事国入りを果たした。大日本帝国は1965年（昭和40年）に人工衛星サクラ一号を打ち上げ、1988年（昭和63年）に名古屋オリンピックを開催、2002年（平成14年）にはサッカーワールドカップ単独開催と、世界でも指折りの大国として繁栄する。そして朝鮮は植民地統治の成功によって完全に大日本帝国の一部と化し、京城（ソウル）は東京・大阪に次ぐ大日本帝国第三の都市として繁栄していた。
2009年（平成21年）、京城府内の伊藤会館で行われていた「井上財団」の美術品展示会場で催されていたパーティーに朝鮮独立派テロ組織が乱入、客を人質に立て籠もる。事態を重く見た朝鮮総督府は日本捜査局（JBI：Japanese Bureau of Investigation）に出動を命令、主人公の坂本正行（チャン・ドンゴン）とその無二の親友たる西郷将二郎（仲村トオル）の2人も休暇返上で駆けつける。事件はJBIの圧倒的な火力で解決されるが、その際に当該組織のメンバーが命がけで守ろうとした古代造形品があり、その捜査を坂本と西郷が任される。しかし捜査を進めるうちに、第2代朝鮮総督井上（伊藤暗殺を阻止した架空の人物）の遺産で作られた「井上財団」の暗部、同じく捜査官だった坂本の父親が関わった過去のテロ組織の事件、更には伊藤博文暗殺失敗に繋がる、大日本帝国（現実世界では日韓）史100年を揺るがす陰謀が姿を現してくる……。

## キャスト
（）は日本語吹替えキャスト。
本作における吹き替え音声は、ドキュメンタリー作品で採用されているボイスオーバー方式となる。
そのため、吹き替え音声に加え、原語も小音量で混じったものとなる。
- 坂本正行：チャン・ドンゴン（藤原啓治）
- 西郷将二郎：仲村トオル
- オ・ヘリン：ソ・ジノ（魏涼子）
- 高橋：シン・グ（山野史人）
- イ・ミョンハク：アン・ギルガン
- キム・デソン：チョ・サンゴン
- 朝鮮人リーダー：チョン・ボジン
- 金田次郎：大門正明
- 三浦：キム・ウンス
- 英世：光石研
- 百合子：吉村美紀
- 史学者：今村昌平
- 伊藤博文：ファン・ヨンイル
- 安重根：オ・セホン
- 大日本帝国代表サッカー選手：李東国

## スタッフ
- 脚本：イ・シミョン、イ・サンハク
- 監督：イ・シミョン
- 音楽：イ・ドンジュン
- 撮影：パク・ヒョンチョル
- 美術：キム・キチョル
- 制作：インディコム
- 配給：CJエンタテインメント
- 日本での配給：ギャガ、メディアボックス
- 共同制作：スペースシャワーネットワーク、伊藤忠商事

## 設定

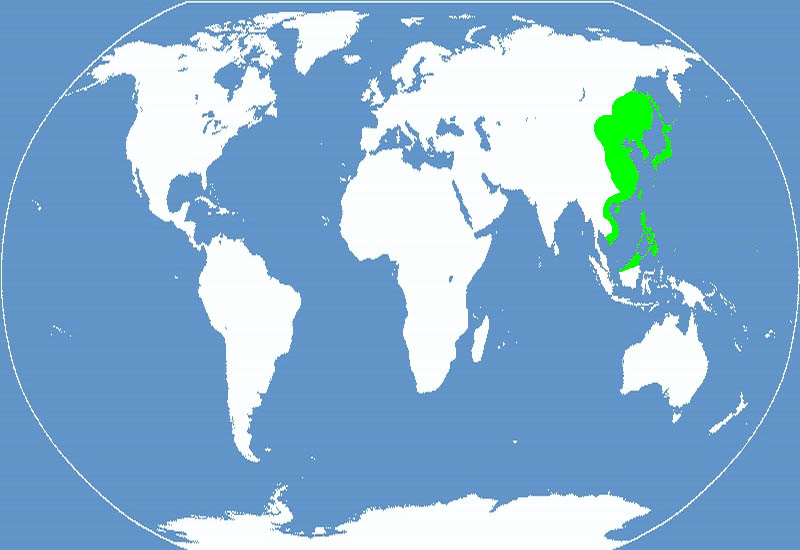
『ロスト・メモリーズ』の大日本帝国

作品世界では大日本帝国が東アジアを統合し、朝鮮もその一員として経済発展を遂げているという設定。日本語で埋め尽くされた京城市街やCGで再現された朝鮮総督府庁舎をはじめとして、随所に次のような映像が見られ、日本化した朝鮮を視覚化している。
- サッカー韓国代表選手・李東国が大日本帝国代表としてワールドカップに出場（現実の韓国代表ユニフォームの国旗を大日本帝国の日の丸に変えている）。
- 「日本化されたソウルの光景」として、新宿が登場する。
- 市中心部の光化門ロータリーに豊臣秀吉の騎馬像が建っている（実際には、李舜臣像がある場所）。
- 車両が左側通行（実際の韓国及び北朝鮮では右側通行）。道路標識に描かれた市内の地名も、史実の植民地支配期に用いられた地名を基にしている。
- 朝鮮系警備員が警備室で相撲試合のテレビ中継を視聴している（それだけ朝鮮に日本文化が浸透しているという描写で、もちろん現実にはこのような光景はまず見られない）。
- 史実の韓国戦争記念館が、劇中最初の事件で舞台となる「伊藤会館」となっている。
- 白と黒で塗装され、バータイプの赤色灯を装着した現実世界の日本と同じパトカーが登場。側面には「京城府警察」と書かれている（現実の韓国のパトカーはブルー基調でランプも青）。救急車は緑色のランプで少し違っている。ちなみに警官の制服デザインは現実と異なり、戦前の日本と似た詰襟のものとなっている。
- 劇中登場する自動車も当然ながらほとんどが日本車（Y31セドリックの"京城府警察"の白黒パトカーや西郷・坂本が現場に乗りつけたJBIの覆面パトカーにS13シルビア・R33スカイラインGTRなど。突入部隊員が乗った車など一部はアメリカ車）。ナンバープレートも現行の日本仕様である[1]
- 作中で大きな役割を果たす独立運動組織が、自ら「朝鮮解放同盟」と名乗り、メンバーが坂本に「朝鮮人か」と訊ねている。現在の韓国（大韓民国）では歴史あるいは雅称以外の文脈で「朝鮮」の語を使うことに抵抗があり、「大韓」や「韓」に言い換えている（朝鮮民族を韓民族、朝鮮半島を韓半島、北朝鮮を北韓など）が、大日本帝国の朝鮮支配が続く本作の世界ではそうした表現が存在せず、独立派ですら朝鮮という単語をためらわずに使用している。
- 坂本が父の友人の前で煙草を吸っている（儒教文化の強い韓国では本来ありえない行動）。

また、漢字表現について少々難があるものの（「不逞鮮人」ならぬ「不令鮮人」や、機密情報に抵触すると示される「接近禁止」の表示、冒頭で伊藤博文が「硬座車」＝下等座席車から降りてくるなど）、韓国人俳優たちも作中の公式な場では日本語を話し、朝鮮民族が「朝鮮系日本人」と呼ばれるなど、世界観構築についての努力が多い。

## 外国人初の大鐘賞受賞
2002年（平成14年）、この作品で仲村トオルは韓国でも最も名声の高い、大鐘賞助演男優賞を外国人で初めて獲得した。